# 多田勉
多田 勉（ただ つとむ、1943年10月9日 - ）は、徳島県名東郡国府町出身の元プロ野球選手（内野手）。

## 来歴・人物
徳島商業高では、2年次の1960年に夏の甲子園に二塁手として出場。2回戦で米子東高のエース宮本洋二郎を打ち崩すなど順調に勝ち進み、準決勝に進出するが静岡高に敗退。翌1961年の夏は南四国大会決勝で高知商業高に敗れ、甲子園には届かなかった。高校同期に左翼手の広野功がいる。
高校卒業後は、明治大学に進学。東京六大学野球リーグでは優勝に届かず、2位2回にとどまる。大学同期にはエースの村井俊夫（日立製作所）、一塁手の米沢武（クラレ岡山）、二塁手の住友平がいる。
大学卒業後は、社会人野球の河合楽器に進み、1966年、1967年の都市対抗野球大会に連続出場。
1967年にドラフト外で広島東洋カープへ入団。1968年には二塁手、遊撃手として3試合に出場するが、翌1969年には出場機会がなく、同年限りで現役を引退した。

## 詳細情報

### 年度別打撃成績
| 年 度     | 球 団     | 試 合 | 打 席 | 打 数 | 得 点 | 安 打 | 二 塁 打 | 三 塁 打 | 本 塁 打 | 塁 打 | 打 点 | 盗 塁 | 盗 塁 死 | 犠 打 | 犠 飛 | 四 球 | 敬 遠 | 死 球 | 三 振 | 併 殺 打 | 打 率 | 出 塁 率 | 長 打 率 | O P S |
| --------- | --------- | ----- | ----- | ----- | ----- | ----- | -------- | -------- | -------- | ----- | ----- | ----- | -------- | ----- | ----- | ----- | ----- | ----- | ----- | -------- | ----- | -------- | -------- | ----- |
| 1968      | 広島      | 3     | 3     | 3     | 0     | 0     | 0        | 0        | 0        | 0     | 0     | 0     | 0        | 0     | 0     | 0     | 0     | 0     | 1     | 0        | .000  | .000     | .000     | .000  |
| 通算：1年 | 通算：1年 | 3     | 3     | 3     | 0     | 0     | 0        | 0        | 0        | 0     | 0     | 0     | 0        | 0     | 0     | 0     | 0     | 0     | 1     | 0        | .000  | .000     | .000     | .000  |

### 背番号
- 36 （1968年 - 1969年）